# دنیس اسکینر
دنیس ادوارد اسکینر (به انگلیسی: Dennis Edward Skinner) (متولد ۱۱ فوریه ۱۹۳۲) سیاستمدار اهل بریتانیا و عضو حزب کارگر و نماینده پارلمان این کشور از حوزه انتخابیه بولزور بود. وی یکی از نمایندگان با سابقه طولانی در مجلس عوام انگلیس بود که در از سال ۱۹۷۰ تا ۲۰۱۹ نماینده این حوزه در مجلس عوام بود.وی همچنین از اعضای کمیته اجرایی حزب کارگر بود همچنین وی یکی از طرفداران معدنچیان در بریتانیا می‌باشد.

## کنایه‌ها در زمان سخنرانی ملکه
یکی از رسومی که وی در زمان سخنرانی سالیانه ملکه بریتانیا ابداع کرد کنایه به کارمند پارلمان که برای درخواست از نمایندگان مجلس عوام برای شرکت در سخنرانی ملکه به صحن مجلس عوام آمده بود می‌باشد. اغلب این کنایه‌ها مربوط به وضعیت خاندان سلطنتی مثل عدم پرداخت مالیات توسط آن‌ها بود 